# Dominique Walter
Dominique Walter (geboren als Dominique Michel Francois Gruère; * 22. Mai 1942 in Paris, Frankreich; † 26. August 2013 in Spanien) war ein französischer Sänger. Er war der Sohn von Michèle Arnaud, die selbst Sängerin war.

## Leben und Wirken
Im Jahr 1966 vertrat er Frankreich beim Grand Prix de la chanson Européenne (Eurovision Song Contest). Sein Lied Chez nous – komponiert von Claude Carrère, geschrieben von Jacques Plante – erreichte mit nur einem Punkt aus Monaco den 16. (vorletzten) Platz. Es wurde auch eine deutschsprachige Version eingespielt, die ebenfalls Chez nous heißt.
Ein Jahr später sang er das Lied Les petits boudins. Komponiert und geschrieben wurde es von Serge Gainsbourg.
Offenbar hat er danach keine Musik mehr veröffentlicht.